# Saint-Maurice-sur-Fessard
Saint-Maurice-sur-Fessard je francouzská obec v departementu Loiret v regionu Centre-Val de Loire. V roce 2011 zde žilo 1 182 obyvatel.

## Sousední obce
Chevillon-sur-Huillard, Moulon, Pannes, Villemoutiers, Villevoques

## Vývoj počtu obyvatel
Počet obyvatel